# WAY OF GLORY
『WAY OF GLORY』（ウェイ・オブ・グローリー）は、2017年2月22日にavex traxから発売のAAAの11枚目のオリジナルアルバム。

## 解説
- 前作『AAA 10th ANNIVERSARY BEST』より約1年半ぶりとなるAAA11枚目のオリジナルアルバム。
- 初回生産限定盤(CD+DVD+グッズ+スマプラ)、通常盤（CD+DVD+スマプラ）、通常盤（CD+スマプラ）の3形態で発売。mu-moショップ限定盤は発売されない。
- 初回限定封入特典（3形態共通）には、8種中1種のトレーディングカードが封入される。
- 新曲6曲を含む全13曲で構成されている。
- 2017年2月8日に発売されたシングル「MAGIC」はこのオリジナルアルバムの先行シングルであり、「MAGIC」は9曲目に収められている。
- 2017年3月末でメンバーの伊藤千晃が卒業する為、実質上、7人体制でのアルバムは本作が最後となる。
- AAA関連作品では、12作目のゴールド認定となった。
- YouTubeにはAAAのオリジナルキャラクターであるえ～パンダがドライブする様子を描いたアニメーションと共にアルバム全収録曲をダイジェストにしたトレイラー映像が公開された[2]。

## 発売形態

### 発売形態表
| 販売型         | Disc                         | 収録簡易内容                                             | 備考 |
| -------------- | ---------------------------- | -------------------------------------------------------- | ---- |
| 初回限定生産盤 | CD+DVD+ブランケット+スマプラ | CD:M1〜M13 DVD:Music Clip & Music Clip Making & Offshoot |      |
| 通常盤         | CD+DVD+スマプラ              | CD:M1〜M13 DVD:Music Clip & Music Clip Making & Offshoot |      |
| 通常盤         | CD+スマプラ                  | CD:M1〜M13                                               |      |

## 収録曲

### CD
1. WAY OF GLORY (5:14)
作詞・作曲：木下智哉 / 編曲：大西克巳 / Rap lyrics：日高光啓
  - 新録曲
  - 本アルバムのタイトルチューン
2. NEW (4:09)
作詞：溝口貴紀 / 作曲：佐藤あつし / 編曲：ats- / Rap lyrics：日高光啓
  - 51stシングルの表題曲
3. S.O.L  (3:52)
作詞：溝口貴紀 / 作曲：大西克巳 / 編曲：DJ Another / Rap lyrics：日高光啓
  - 新録曲
  - Sound Of Lovingの頭文字である。
4. Jewel (4:47) （宇野・伊藤によるユニットMisaChia）
作詞：溝口貴紀 / 作曲：葛谷葉子 / 編曲：渡辺徹
  - 52ndシングルのカップリング曲
5. OVER (4:03)（浦田・日高・末吉）
作詞：森月キャス / 作曲：SiZK、Stephen McNair / 編曲：DJ Another / Rap lyrics：日高光啓
  - 新録曲
6. Interlude (1:00)
作曲・編曲：ats-
  - ライブ及びアルバムバージョン
  - 51stシングルのカップリング曲
  - インスト曲
  - 音が次曲へと繋がっている。
7. LEAP of FAITH (5:39)
作詞：AIJ / 作曲：Masanori Morita、Noboru Abe、Michael Yano / 編曲：ats- / Rap lyrics：日高光啓
  - ライブ及びアルバムバージョン
  - 51stシングルのカップリング曲
8. Dangerous Gamble (3:21)（西島・與）
作詞：Mio Aoyama / 作曲：ArmySlick、Giz'Mo(from Jam9) / 編曲：ArmySlick
  - 新録曲
9. MAGIC (3:53)
作詞：Mio Aoyama / 作曲：ArmySlick、Lauren Kaori / 編曲：ArmySlick / Rap lyrics：日高光啓
  - 53rdシングルの表題曲
10. 涙のない世界 (5:13)
作詞：森月キャス / 作曲：日比野裕史 / 編曲：ats-、清水武仁、渡辺徹 / Rap lyrics：日高光啓
  - 52ndシングルの表題曲
11. ココア (4:46) （MisaChia）
作詞：沢口千恵 / 作曲：葛谷葉子 / 編曲：渡辺徹
  - 新録曲
12. Yell (4:50)
作詞：鳥海雄介 / 作曲：渡辺徹 / 編曲：ArmySlick / Rap lyrics：日高光啓
  - 52ndシングルのカップリング曲
13. Calling  (4:41)（全員）
作詞：小松レナ / 作曲：丸山真由子 / 編曲：清水武仁 / Rap lyrics：日高光啓
  - 新録曲

### DVD
| #  | タイトル                                       | 作詞 | 作曲・編曲 |
| -- | ---------------------------------------------- | ---- | ---------- |
| 1. | 「NEW [Music Clip]」                           |      |            |
| 2. | 「涙のない世界 [Music Clip]」                  |      |            |
| 3. | 「Jewel [Music Clip]」                         |      |            |
| 4. | 「MAGIC [Music Clip]」                         |      |            |
| 5. | 「ココア [Music Clip]」                        |      |            |
| 6. | 「NEW [Music Clip Making]」                    |      |            |
| 7. | 「涙のない世界 [Music Clip Making]」           |      |            |
| 8. | 「MAGIC [Music Clip Making]」                  |      |            |
| 9. | 「AAA ASIA TOUR 2016 Making Movie [特典映像]」 |      |            |